# 窪田等
窪田 等（くぼた ひとし、1951年〈昭和26年〉3月27日 - ）は、日本の男性ナレーター、声優であり、YouTuberでもある。山梨県出身。シグマ・セブン所属。

## 来歴
小学校の頃、朗読の時間に担任の教師から「アナウンサーになれば」と声を褒められる。その頃、テレビ番組『ディズニーランド』のエンドロールで「ナレーター：黒沢良」を見ていた時に、初めて「へえ〜、顔を出さずに声だけで場面や状況を説明していくという仕事があるんだなあ」と思い、その時、黒沢に憧れていたと振り返っている。しかしナレーターになりたいとまでは考えていなかったという。
子供の頃から飛行機が好きであり、「将来はその整備がやれればいいかな」という漠然とした思いがあり、中学卒業後は工業高校に進学。高校時代はミキシングの作業をやりたいと思い、放送委員会に入部。
先輩による各クラブ紹介が行われていた時に、司会をしていた先輩が良い声だったこともあり、聞き惚れる。
高校3年生の時に飛行機の整備士になりたいという思いは固まっていたため、日本航空の入社試験を受けていたところ身体検査の結果、「腎臓の病気の恐れがある、これは大変だ」と20日間も入院。結果として内定取り消しとなった。
退院後、内定取り消しになり途方に暮れていた所、学校の教師から「富士通って会社があるから受けてみたらどうだ？」と言われて言われるがままに富士通に入社し、試験課に配属。数年程試験課で勤務した後に、マレーシアへの転勤話が持ち上がって悩んでいた時に、偶々通勤で乗っていた東急東横線の電車の中で「CMナレーター養成講座　受講生募集」という吊り広告が目に入った。その時に「おもしろそうだな」と思い、高校時代に放送部でラジオ番組を作ってたことを思い出して応募。「マレーシア転勤の話はちょっと待ってください」と会社に願い出て、ナレーター養成講座に通い始めてナレーターとしての活動を始める。そう日を置かない内に評判を呼び、飛び級で仕事を与えられるようになった。また、仕事を断らない姿勢もあり、どんどん仕事量が増えていき、最終的に富士通の当時の幹部がたまたま見ていたテレビ番組のナレーターが窪田本人であったことで、会社にはナレーターになったことを気付かれた。こういった経緯があり、結果として円満退社という形になっている。
かつては東京俳優生活協同組合に所属していた。
2020年4月21日には、朗読に特化したYouTubeチャンネル『【公式】窪田等の世界』を開設し、同月29日に初めて動画配信を行ってYouTuberとしてデビューした。当時69歳。第1回配信で取り上げた作品は宮沢賢治の文学作品『雨ニモマケズ』（視聴時間 2分27秒）であった。以来、週1回のペースで様々な文学作品の朗読を配信している。2022年8月、チャンネル登録者数が10万人を超え、シルバークリエイターアワード（銀の盾）を獲得した。
2024年10月2日に初の著書『唯一無二の「声」と「間」で紡ぐ 情熱が伝わる言葉の力』をKADOKAWAから刊行した。

## 人物
ナレーターとして『情熱大陸』（毎日放送）や『F1グランプリ』（フジテレビ）関連番組（代表的なものはF1総集編）などで広く認知されている。
明確で分かりやすい口調・過剰に主張しすぎない語り口・抜群の安定感といったナレーション技術に定評がある。「彼の声をメディアで聞かない日はない」と言われるほど、あらゆるメディアでのオファーも多く「日本で最も忙しいナレーター」と言われている。また、基本的に仕事を選ばない姿勢で、何でも引き受けるスタイルあることから、多い場合で月に100本を超える仕事をこなしたこともある。キャラクターの声をあてる一般的な「声優」の仕事も数は少ないが行っている。
声優の城達也と声質が似ていたことからF1関連のナレーションを引き継いだ。
同じく声質が似ているとされる中江真司が務めていた『ニンテンドーDS』『Wii』のシリーズCMナレーションも引き継いだ。同じく中江がナレーターを務めていたフジテレビ系『トリビアの泉』の2007年11月、2010年2月のスペシャルでもナレーションを担当した。
30年以上も仕事をこなしているにもかかわらず喉が痛くなったり声が嗄れたりしたことがないため、業界内では「業界のオバケ」と言われたこともある。既に古希を越えているが、体調を崩したり風邪をひいたこともなく、風邪のシーズンでも予防のためにマスクをすることもないという。本人は新型コロナウイルスの世界的流行まで、マスクを着用する習慣がなかった。
また、たばこも以前から吸っているが、一時期禁煙をした際に8kgほど太ってしまい、低い声に艶がなくなったような感じがしたという。持ち前の低い声が、高くなってしまったのではないかと感じ、禁煙をやめたとのこと。

### 仕事に対する姿勢
仕事をするにあたっては「番組の主役はあくまでも画面に出ている人や生き物や情景で、ナレーションは原稿を読む脇役の仕事」という認識を持っており、声で感情をぶつけたり過剰な表現や主張は極力避けている（ただし、バラエティー番組は「盛り上げる」、情報番組では「距離感を遠く」、深夜番組「ひとりに語るように」といったように番組によって異なる視聴者への距離感は大事にしている、とのこと）。
伝え方にも気を配っており、「『はっきり伝えたい』ということだけではなく、『余韻を持たせて伝えたい』とか『雰囲気をもたせて伝えたい』とかそれから『どこを伝えたい』のか。まず自分の中で『こう伝えたい』と思うところを考える」のだという。 
なお、自身が嫌いな仕事であっても絶対に断らない主義（「苦しくても楽しいから。ひとつのものを作り上げるのは楽しいから」と語っている）。という姿勢であるため、窪田がナレーションを担当していないジャンルの仕事はほぼないと言っても過言ではなく、過去に担当した仕事は非常に多種多様なジャンルに携わっている。
「窪田さんにナレーションをお願いしたい」と来た仕事で、たとえキャラクターが違うと思っても「何か新しい発見があるかもしれないからやってみたい」と考えるタイプであり、どんな案件であったとしても、仕事を断ったことはない。他の仕事仲間には「そんなに何でもかんでもやらなくてもいいんじゃない?」と言われることもあるという。しかし、本人は全く意に介していないどころか、新しい発見を見つけることこそに楽しみがあると語っている。
2020年10月18日放送のバラエティ番組『スクール革命!』（日本テレビ）にて、「23年間、『情熱大陸』のナレーションを担当している声優」として、VTR出演した。

## 出演作品

### 番組

#### 現在放送中
日本テレビ系
- 24時間テレビ 「愛は地球を救う」（VTRおよびオープニングナレーション、2006年まではチャリティーマラソンスタート直前のVTRナレーションを担当）
- 花咲舞が黙ってない第3シリーズ（2024年4月20日 - 放送中） - 冒頭ナレーション
- もうひとつの箱根駅伝（大会終了後の総集編）

TBS系
- 情熱大陸（毎日放送）
- マスターズ・トーナメント、三井住友VISA太平洋マスターズ、ダンロップフェニックストーナメント（毎日放送・宮崎放送共同制作）など一部ゴルフ中継のナレーション

フジテレビ系
- スイーツ Sweets
- 超ド級!世界のありえない映像博覧会（特番）
- F1総集編（かつては、F1グランプリのナレーションも行っていた）
- 私のバカせまい史 検証VTRナレーター

テレビ朝日系
- 報道ステーション（不定期）
- スーパーJチャンネル17時台の特集コーナーのみ（不定期）
- 芸能界常識チェック!トリニクって何の肉!?（朝日放送テレビ）

テレビ東京系
- THE FISHING（テレビ大阪）
- 土曜スペシャル（不定期）

J SPORTS
- 旅する自転車レース ツール・ド・フランス（2014年 - ）

#### 過去
- ザ・包丁人（朝日放送〈現・朝日放送テレビ〉）
- 監査法人（NHK、2008年6 - 7月、オープニングナレーション）
- 午後は○○おもいッきりテレビ→おもいッきりイイ!!テレビ（日本テレビ、「きょうは何の日」のコーナーのみ、不定期）
- スペシャルドラマ夢をかなえるゾウ「男の幸せ篇」（読売テレビ、2008年10月2日、ナレーション）
- 夢をかなえるゾウ「女の幸せ篇」（ytv、2008年10-12月、ナレーション）
- 地球!ジオグラTV（TBSテレビ）
- 悪魔の契約にサイン（TBSテレビ）
- グリーンの教え（BS-TBS、2010年4月3日 - 2010年6月25日）
- 僕らの音楽-OUR MUSIC-（フジテレビ）
- 爆笑おすピー大問題!!（フジテレビ）
- 爆笑問題☆伝説の天才（フジテレビ）
- ゴールデン洋画劇場（フジテレビ、次回予告のナレーション）
- バイキング（フジテレビ、2014年4月1日 - 2015年3月27日）
- ツール・ド・フランス 英雄たちの夏物語（1992年 - 2004年、フジテレビ。2013年にJ SPORTSで復活した時もナレーションを担当）
- ふれあい見つけ旅（東海テレビ）
- グルメな冒険 お願い!リストランテ（テレビ朝日）
- 日本香堂ヒーリングステーション ときめきフォーエバー（2002年 - 2006年、RFラジオ日本）
- トリビアの泉 〜素晴らしきムダ知識〜（フジテレビ、2007年11月28日SP、2010年2月27日SP、2011年12月21日・2012年1月1日SP）
- 誰も知らない泣ける歌（日本テレビ）
- 衝撃リポート!!世界の怪奇現象・大追跡スペシャル（特番、日本テレビ）
- 画家×画家〜時代に魅入られた名画たち〜（特番、日本テレビ）
- スター波瀾万丈列伝〜出逢いと分岐点〜（BS日テレ）
- チャンピオンズ〜達人のワザが世界を救う〜（テレビ東京、2009年8月6日放送「チャンピオンズ特別編 ガーデニング王選手権」のナレーション）
- そうだ旅（どっか）に行こう。（テレビ東京）
- 国民的ことばバラエティー みんなでニホンGO!（NHK、2009年10月9日）
- 祝女〜shukujo〜シーズン2（NHK総合、2011年2月10日）
- DON!（不定期で「きょうは何の日」のコーナーを担当）
- 教科書にのせたい!（TBSテレビ）
- 日立 世界・ふしぎ発見!（TBSテレビ）
- これが世界のスーパードクター!（TBSテレビ、特番）
- * イキスギさんについてった（TBSテレビ）
- 趣味Do楽「藤田寛之 シングルへの道」（NHK教育、2012年）
- 世界に誇る50人の日本人 成功の遺伝史（日本テレビ、2013年12月30日）
- 嵐にしやがれ（日本テレビ、「ダンディズム相談所」VTRパート、不定期）
- 逃げるは恥だが役に立つ（2016年） ‐ 劇中パロディナレーション
- 第28回JNN企画大賞 大ナスカ〜最後の謎〜（TBSテレビ、2018年）
- 劇場アニメ「君の膵臓をたべたい」公開記念特番（フジテレビ、2018年）
- 得する人損する人（日本テレビ）※家事えもんコーナーでは、便利な道具洗剤等で大山のぶ代の声真似をすることがあった。
- TBSラジオ年末交通情報〜おまけ付き〜（TBSラジオ、2018年12月28日放送、第56回ギャラクシー賞受賞）[13]
- 時効警察（2019年） - 「熱血半島」ナレーション
- 病院の治しかた〜ドクター有原の挑戦〜（2020年） - ナレーション
- 音舞台（毎日放送制作・2015年より2020年まで） - ナレーション
- 太陽系の旅（1998年、NHK教育、全6回、フランス、ファントム・アニメーション制作，フランス３1996年放送） - ナレーション（吹き替え）
- 躍動する大自然 奇跡の絶景ストーリー「駿河湾 日本一深い湾を潜る」（2019年11月6日、NHK BS1） - 語り[14]
- 帰省なう あれから...（北海道テレビ放送 2021年7月21日）
- イマジン〜脳がハマるドラマ〜（テレビ朝日、2021年12月27日）ほか多数
- 吉本坂46が売れるまでの全記録（テレビ東京、2018年4月4日 - 2020年9月30日）
- 乗れない鉄道に乗ってみた!（BSテレ東 / BSテレ東4K、2022年7月26日） - ナレーター
- 筋トレサラリーマン 中山筋太郎（読売テレビ、2023年9月29日） - ナレーション
- 千鳥の鬼レンチャン（フジテレビ、2024年3月31日） - ナレーション
- 室町無頼（2025年） - ナレーション

### その他
- 投資法人みらい 動画ナレーション
- 有珠山とともに 〜火山との共生をめざして〜（有珠火山防災会議協議会制作、HBCフレックス協力）
- 内閣府のCG アニメーション（南海トラフ巨大地震）
- 三菱エレベーター男声アナウンス（仙台市地下鉄のエレベーター）
- EXILE 5thアルバム「EXILE EVOLUTION」および、ライブDVD「EXILE LIVE TOUR 2007 EXILE EVOLUTION」（どちらも完全限定生産盤）

DISC-3:DVD「The Document Movie of EXILE VOCAL BATTLE AUDITION 2006 〜ASIAN DREAM〜」
- 東京国立博物館「対決 巨匠たちの日本美術」音声ガイド（光琳）
- 藤川ゆりDVD『lovenavi八戸』ナレーション
- こちら葛飾区亀有公園前派出所（ナレーション〈情熱大陸〉）
- 鉄道DVD『美しき日本 列車紀行』ナレーション
- 柏木由紀『3rdソロライブ 寝ても覚めてもゆきりんワールド 〜もっと夢中にさせちゃうぞっ♡〜』（ドキュメントVTR「a documentary of ゆきりんワールド」ナレーション）
- 乃木坂46『バレッタ』（白石麻衣・個人PV「Ray cover girl」ナレーション）
- あべのハルカス（三菱エレベーター及び三菱エスカレーター音声ガイド・開店・閉店などの店内ナレーション）[15][16]
- 星野源『SUN』（初回限定盤DVD『SUN Disc』特別番組「その後のニセ明」 ナレーション）
- 『感動の世界遺産』DVDシリーズ ナレーション
- 星野源『恋』（初回限定盤DVD『恋ビデオ』特別番組「ニセ明、石垣島へ行く」 ナレーション）
- 中日本高速道路（東名高速道路50周年の軌跡 ナレーション）
- ドキュメンタリー映画『憧れを超えた侍たち 世界一への記録 2023 WORLD BASEBALL CLASSIC™』ナレーション（2023年）[17]

### テレビアニメ
- 宇宙の騎士テッカマン（部下）
- 魔境伝説アクロバンチ（ナレーター）
- プラレス3四郎（アナウンサー、ナレーション）
- 快傑蒸気探偵団
- 銀河鉄道物語（ナレーション[18]、藤堂平吾郎）
- MONSTER（ハルトマン[要出典]）
- ONE OUTS -ワンナウツ-（ナレーション[19]）
- Classroom☆Crisis（「希望の宇宙」ナレーション）
- 体操ザムライ（ナレーション）
- 王様ランキング（ナレーション）
- ドラゴンクエスト ダイの大冒険(2020年版)（神の声）
- テルマエ・ロマエ ノヴァエ（ナレーション）
- クレヨンしんちゃん（ナレーション）
- 王様ランキング 勇気の宝箱（ナレーション）
- ざつ旅-That's Journey-（ナレーション[20][21]、バッジくん[22]）

### 劇場アニメ
- 戦国魔神ゴーショーグン（1982年、ナレーター）
- プロ野球を10倍楽しく見る方法（1983年、アナウンサー）
- プロ野球を10倍楽しく見る方法 PART2（1984年、アナウンサー）

### Webアニメ
- 大奥（ナレーション[23]）

### ドラマCD
- 聖獣伝承ダークエンジェル（1995年、ナレーション）

### CM
- 上田ハーロー「ご存知！お茶の水上田荘」
- 日本香堂「青雲」
- 日清フーズ「ジッパー付き小麦粉」
- アサヒビール「スーパードライ」
- 加賀屋「あえの風」
- ダスキン「ミスタードーナツ」
- P&G「ブラウン モーニングレポート」
- サンスター「G.U.M.」
- 日本ケンタッキー・フライド・チキン
- メットライフ生命保険
- 福岡市
- トヨタ自動車（1978年）
- 三菱自動車工業（1970年代 - 1980年代）
- ライオン「エメロンエチケットシャンプー」（1979年）
- カネボウ化粧品「Mr.エチケット」（1984年）
- 富士フイルム「フジカラー」（1985年）
- アース製薬「ダニアース」（1986年）
- ミキハウス（1986年 - 1987年）
- キリン・シーグラム「ロバートブラウン」（1986年）
- 日本電信電話「タウンページ」（1987年）
- 講談社ビーシー「ベストカー」（1990年代）
- ソニー・インタラクティブエンタテインメント（1997年）
- 第四銀行（1998年）
- 任天堂（2006年 - ）
  - ニンテンドーDS・ニンテンドーDSi
    - ことばのパズル もじぴったんDS
    - 英語が苦手な大人のDSトレーニング もっとえいご漬け
    - マリオvs.ドンキーコング2 ミニミニ大行進!
    - パネルでポンDS
    - くりきん ナノアイランドストーリー
    - 数陣タイセン
    - ゼルダの伝説 夢幻の砂時計
    - 咲かせて!ちびロボ!
    - DS文学全集
    - DS美文字トレーニング
    - ワンセグ受信アダプタ DSテレビ
    - リズム天国ゴールド
    - 歩いてわかる 生活リズムDS

  - ニンテンドー3DS
    - 東北大学加齢医学研究所川島隆太教授監修 ものすごく脳を鍛える5分間の鬼トレーニング

  - Wii
    - Wii Sports
    - Wii Sports Resort
    - Wii Fit
    - Wii Music
    - 誰でもできるスーパーマリオブラザーズ（スーパーマリオギャラクシー、New スーパーマリオブラザーズ）
    - 大乱闘スマッシュブラザーズX
    - ファミリースキー
    - みんなの常識力テレビ
    - みんなのポケモン牧場
    - マリオカートWii
    - リンクのボウガントレーニング

  - Nintendo Switch
    - Nintendo みまもり Switch
    - リングフィット アドベンチャー
    - Nintendo Switch Sports
- リクルート「FromA」（2007年）
- ヒューマレッジ「木村塾」（2016年 - 2022年）
- TDK「加湿器回収」（2016年 - 2021年）
- ゼスプリ・インターナショナル・ジャパン「キウイフルーツ」（2016年）
- サムティ（2017年）
- にしたんクリニック「PCR検査」（2020年 - 2021年）
- Jig.jp「ふわっち」（2020年 - 2022年）
- セイコーエプソン「プロジェクター無償点検」（2020年 - ）
- オトバンク「Audiobook.jp」（2021年 - ）
- 川崎重工業（2021年 - ）
- スマートスキャン「スマート脳ドック」（2022年）
- アサヒ飲料「ウィルキンソン タンサン」（2022年 - 2023年）
- メガネトップ「眼鏡市場」 （2022年 - 2023年）
- Saleshub（2023年 - ）
- アフラック生命保険「がん保険 WINGS」（2024年 - ）
- ヒサヤ大黒堂

他多数

## 著書
- 唯一無二の「声」と「間」で紡ぐ 情熱が伝わる言葉の力（KADOKAWA、2024年10月2日、ISBN 9784046070920）[11][12]